# Cohors I Celtiberorum civium Romanorum

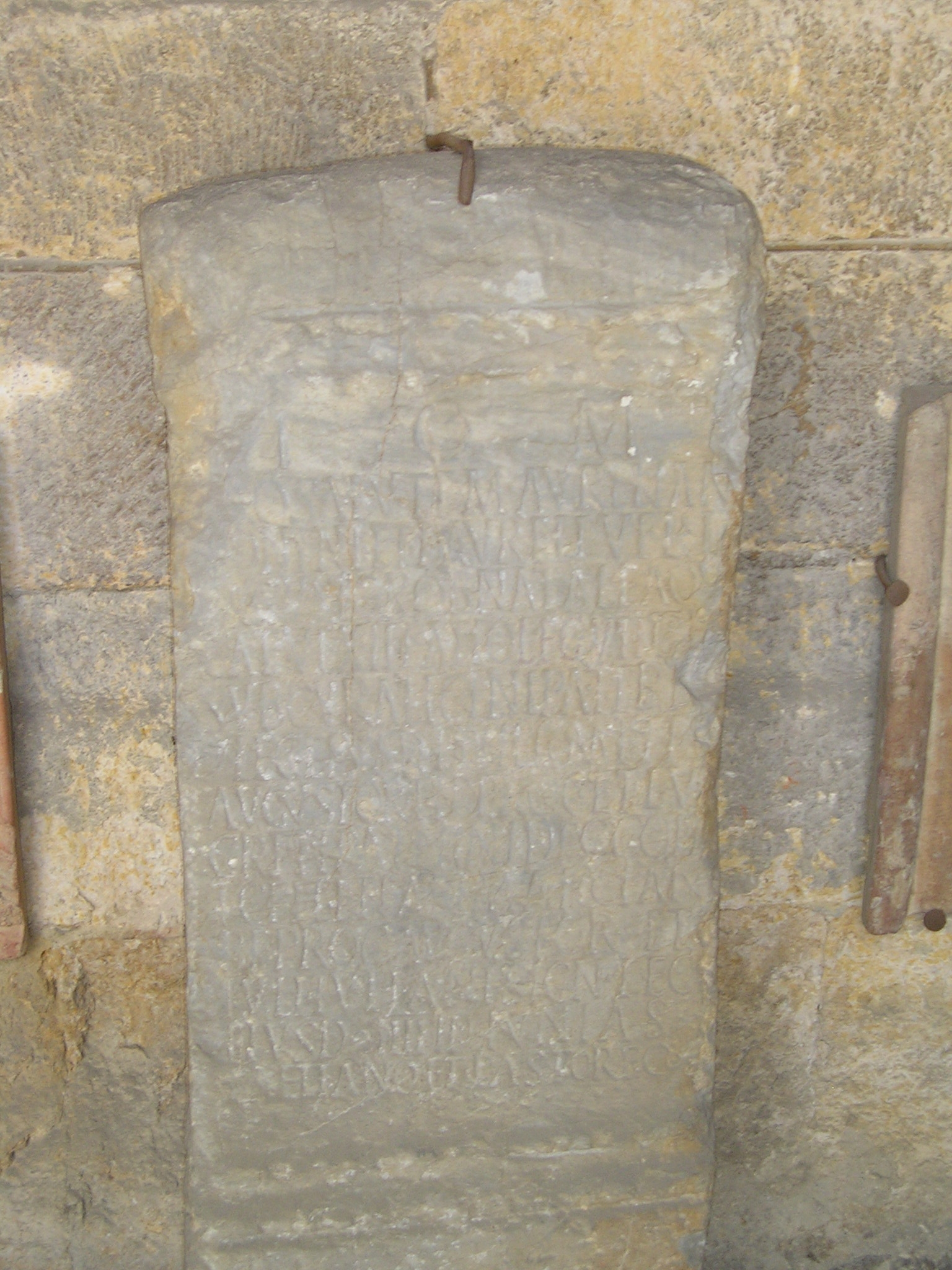
Eine Inschrift, in der Lucretius Paternus, ein Decurio der Einheit, erwähnt wird. (.)

Die Cohors I Celtiberorum [civium Romanorum] [equitata] (deutsch 1. Kohorte der Keltiberer [der römischen Bürger] [teilberitten]) war eine römische Auxiliareinheit. Sie ist durch Militärdiplome und Inschriften belegt.

## Namensbestandteile
- Celtiberorum: Die Soldaten der Kohorte wurden bei Aufstellung der Einheit aus den verschiedenen Stämmen der Keltiberer rekrutiert.

- civium Romanorum: der römischen Bürger bzw. mit römischem Bürgerrecht. Den Soldaten der Einheit war das römische Bürgerrecht zu einem bestimmten Zeitpunkt (wahrscheinlich zwischen 88 und 109 n. Chr.) für herausragende Tapferkeit verliehen worden.[1] Für Soldaten, die nach diesem Zeitpunkt in die Einheit aufgenommen wurden, galt dies aber nicht. Sie erhielten das römische Bürgerrecht erst mit ihrem ehrenvollen Abschied (Honesta missio) nach 25 Dienstjahren. Der Zusatz kommt in den Militärdiplomen, nicht aber in den Inschriften vor.

- equitata: teilberitten. Da Lucretius Paternus ein Decurio war, muss seine Einheit eine Cohors equitata gewesen sein.[1]

Da es keine Hinweise auf den Namenszusatz milliaria (1000 Mann) gibt, war die Einheit eine Cohors equitata mit einer Sollstärke von 600 Mann (480 Mann Infanterie und 120 Reiter), bestehend aus 6 Centurien Infanterie mit jeweils 80 Mann sowie 4 Turmae Kavallerie mit jeweils 30 Reitern.

## Geschichte
Der erste Nachweis der Einheit in der Provinz Mauretania Tingitana beruht auf einem Militärdiplom, das auf das Jahr 109 n. Chr. datiert ist. In dem Diplom wird die Kohorte als Teil der Truppen (siehe Römische Streitkräfte in Mauretania) aufgeführt, die in Mauretania Tingitana unter dem Statthalter Marcus Clodius Catullus stationiert waren. Ein weiteres Militärdiplom, das auf 114 bis 117 datiert ist, belegt die Einheit in derselben Provinz unter dem Statthalter Lucius Seius Avitus.
Der erste Nachweis der Einheit in der Provinz Hispania Tarraconensis beruht auf einer Inschrift, die auf den 10. Juni 163 datiert werden kann. Eine weitere Inschrift kann auf den 15. Oktober 167 datiert werden.
Letztmals erwähnt wird die Einheit in der Notitia dignitatum unter der Leitung eines Tribuns für den Standort Iuliobriga in der Provinz Callaecia.

## Standorte
Standorte der Kohorte in Mauretania Tingitana sind nicht bekannt.
Standorte der Kohorte in Hispania Tarraconensis waren möglicherweise:
- Asturica Augusta (Astorga): Die Einheit war möglicherweise in der Nähe von Asturica Augusta stationiert.
- Iuliobriga: die Einheit wird in der Notitia dignitatum für diesen Standort aufgeführt.
- Villalís: Inschriften deuten auf die Anwesenheit (von Teilen) der Kohorte in Villalís hin.[5]

## Kommandeure
Ein Kommandeur der Einheit, Caius Iulius Speratianus ist durch einen Grabstein bekannt, der bei Tarraco gefunden wurde (CIL 2, 4141). Er stand im Range eines Präfekten.

## Weitere Kohorten mit der BezeichnungCohors I Celtiberorum
Es gab noch eine weitere Kohorte, die Cohors I Celtiberorum, die in der Provinz Britannia stationiert war.